# ژیلتکی
ژیلتکی (چکی: Žiletky) نام یک فیلم درام چکی است که در سال ۱۹۹۴ میلادی منتشر شد.

## بازیگران
- ایوا یانژورووا
- توماش هاناک
- ترزا پرگنرووا
- مارکتا هروبشووا